# Chlorops proximus
Chlorops proximus är en tvåvingeart som beskrevs av Thomas Say 1830. Chlorops proximus ingår i släktet Chlorops och familjen fritflugor.
Artens utbredningsområde är Indiana. Inga underarter finns listade i Catalogue of Life.